# Diplexor
Un diplexor es un dispositivo pasivo que realiza multiplexación en el dominio de la frecuencia. Dos puertos (p. ej., L y H) son multiplexados a un tercer puerto (p. ej., S). Las señales en los puertos L y H ocupan bandas de frecuencia disjuntas. Por consiguiente, las señales en L y H pueden coexistir en el puerto S sin interferir con el otro.
Típicamente, la señal en el puerto L ocupará una sola banda de frecuencia baja y la señal en el puerto H ocupará una banda de frecuencia más alta. En esa situación, el diplexor consta de un filtro de paso bajo que conecta los puertos L y S y un filtro de paso alto que conecta los puertos H y S. Idealmente, toda la potencia de señal de banda baja en el puerto L está transferida al puerto S y viceversa. Toda la potencia de señal de banda alta en el puerto H es transferida al puerto S y viceversa. Idealmente, la separación de las señales es completa. Ninguna señal de banda baja es transferida del puerto L al puerto H. En el mundo real, alguna potencia se perderá, y alguna potencia de señal se filtrará al puerto incorrecto.

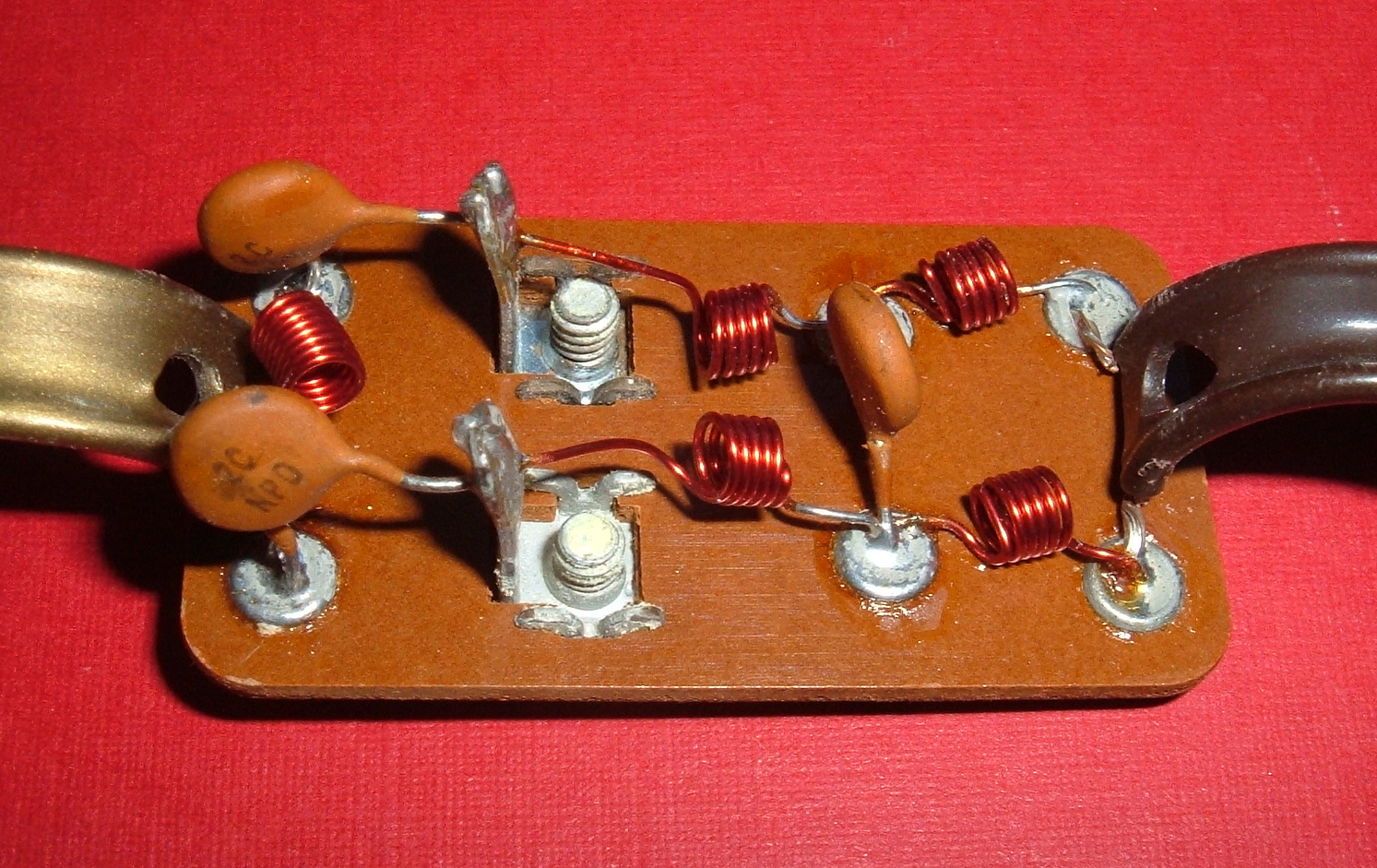
Diplexor televisivo que consta de un filtro de paso alto (izquierdo) y un filtro de paso bajo (derecha). El cable de antena está conectado en la parte trasera a las terminales de tornillo a la izquierda del centro.

El diplexor, siendo un dispositivo pasivo, es normalmente recíproco: el dispositivo en sí mismo no tiene una noción de entrada o de salida. Sin embargo, diplexores mal diseñados pueden tener impedancia que difiere en varios puertos, así que no se debe asumir que cualquiera de estos dispositivos es completamente recíproco a no ser que esté dicho o la pérdida de regreso medida.
El diplexor es un dispositivo diferente a un combinador o divisor pasivo. Los puertos de un diplexor tienen selección de frecuencia; los puertos de un combinador no. Hay también una diferencia "de pérdida" de potencia - un combinador toma todo la potencia que llega al puerto S y la divide de manera equitativa entre los puertos A y B. Un diplexor no.
Una frecuencia de diplexor multiplexa dos puertos a un puerto, pero más de dos puertos pueden ser multiplexados. Un tri-puerto a un solo puerto multiplexor es conocido como triplexor, y un puerto de cuatro a un solo puerto multiplexor es un quadplexor o quadruplexor.
Un típico diplexor puede tener alrededor 30 dB de aislamiento entre sus puertos L y H. Ese aislamiento es suficiente para muchas aplicaciones, pero es insuficiente para permitir transmisión y recepción simultáneas en una antena. Si el transmisor emitiese 100 W, entonces 1 W de esa señal aparecería en el receptor; ese 1 W puede ser bastante potencia para sobrecargar el receptor. Los diplexores diseñados para transmisión y recepción simultáneas tienen requisitos más rigurosos de aislamiento y son conocidos como duplexores.

## Usos comunes
Un diplexor permite a dos dispositivos diferentes compartir un canal de comunicaciones común. Típicamente, el canal es un cable coaxial largo, y un diplexor es a menudo utilizado en ambos extremos del cable coaxial. El plan es factible si los dos dispositivos operan en frecuencias diferentes. El plan es económico si los diplexores cuestan menos que utilizar un segundo cable.
Los diplexores son típicamente utilizados con transmisores o auriculares radiofónicos en diferentes, y ampliamente separadas, bandas de frecuencia. Una sola  torre radiofónica en una ciudad podría tener una antena de departamento policial en 460 MHz y una antena de departamento de bomberos en 156 MHz. Un diplexor en la parte superior combina las dos señales de antena a la línea de alimentación coaxial única, y un segundo diplexor idéntico dentro del edificio separa las señales de la línea de alimentación de las dos radios de despacho. Algunos diplexores soportan hasta cuatro antenas o radios que trabajan en bandas radiofónicas diferentes.
Los diplexores son también comúnmente utilizados donde una antena de multibanda es utilizada en una torre, con una línea de alimentación común. El diplexor partirá las dos bandas dentro del edificio (como los sistemas VHF y UHF combinados con un diplexor a una antena común).

## Aplicaciones industriales
La diplexación se utiliza para prevenir la intermodulación y mantener la potencia reflejada (VSWR) a un mínimo para cada entrada del transmisor y de la frecuencia. Aunque los diplexores pueden combinar un relativamente amplio ancho de banda, la principal limitación viene con la antena en sí, que debe ser lo suficientemente ancha para aceptar todas las señales que se pasa a través de él, y la transferencia al aire de manera eficiente.
Normalmente con una antena de multibanda las frecuencias en uso darán una extraña relación armónica para cada uno de los otros para tomar ventaja de resonancias armónicas naturales (tales como 145/435mhz), haciendo una muy eficiente antena de multibanda. Otras veces trampas sintonizadas serán utilizadas, lo cual es menos eficiente y generalmente no es una técnica utilizada en la banda de VHF/UHF.
Muchos otros grandes transmisores UHF-VHF usan diplexores. El número de transmisores que puede compartir una antena está restringido por el espaciamiento de sus bandas de frecuencia. Los transmisores de cuyas frecuencias están demasiado juntos no pueden ser combinados con éxito por un diplexor.
Los diplexores también se utilizan en estaciones de radiodifusión de onda media. Sin embargo, su uso no es tan común en este rango de frecuencia debido a que la correspondiente longitud de onda varía mucho más a través de la onda media de la banda que a través de la banda de FM y por lo tanto es más factible el uso de una antena separada para cada frecuencia: los sitios de transmisión de onda media generalmente transmiten sólo de una a cuatro frecuencias, mientras que los sitios de radiodifusión FM a menudo utilizan cuatro o más frecuencias.
Los diplexores puede ser utilizados como un dispositivo de copia de seguridad. Un ejemplo es el trabajo de mantenimiento en una antena de un sitio de transmisión de onda media que tiene dos antenas que transmiten en dos frecuencias. Entonces, la otra antena puede ser utilizada para la difusión de ambos canales. Si no es posible la construcción de una segunda antena para el segundo transmisor, debido a las limitaciones de espacio, entonces, el diplexor se utiliza de forma permanente.
En sitios de radiodifusión de onda larga, los diplexores normalmente no se utilizan ya que estas estaciones generalmente transmiten en sólo una frecuencia. Una realización de diplexores para estaciones de radiodifusión de onda larga puede ser difícil, ya que la proporción de ancho de banda (9 kHz) y frecuencia de transmisión es alta.
Los diplexores no se utilizan en transmisores VLF. En este rango de frecuencia su realización es muy difícil debido a la muy alta tensión que se producen en las bobinas de enorme sintonía que se utilizan en la alimentación de la antena.
Los diplexores también se utilizan para aplicaciones de no emisión tales como radioafición.

## Residencial
Los diplexores también se utilizan en el hogar para permitir que una antena parabólica de recepción directa de TV por satélite y una antena de TV terrestre (canales de transmisión local) compartan un cable coaxial. La antena parabólica ocupa las frecuencias altas (normalmente 950 a 1450 MHz), y la antena de la TV usa frecuencias de canal de televisión inferiores (normalmente de 50 a 870 MHz). Además, el sistema de recepción satelital incorpora una corriente directa (DC) sobre el cable coaxial para alimentar el bloque convertidor de la antena parabólica , bajando la frecuencia de banda  y también permite seleccionar la polarización de la antena parabólica (por ejemplo, tensión de señalización o DiSEqC). El diplexor es útil en los hogares que ya están conectadas con un cable, ya que se elimina la necesidad de instalar un segundo cable. Para que el diplexor trabaje, el cable existente debe ser capaz de pasar las frecuencias del satélite con poca pérdida. Las antiguas instalaciones de televisión pueden utilizar un cable dieléctrico sólido RG-59, y ese cable puede ser inadecuado. El cable RG-6 se utiliza normalmente para líneas de alimentación de satélite.
En esta aplicación, habría un diplexor en el techo, que se une a la antena parabólica de alimentación y la antena de la TV juntos en un solo cable coaxial. Ese cable pasaría desde el techo hasta dentro de la casa. En un punto conveniente, un segundo diplexor dividiría las dos señales; una señal iría a la TV y la otra para el IRD del decodificador DBS. Estos por lo general tienen una entrada de antena y un diplexor, de modo que la señal de la antena también se distribuye junto con el satélite.
Las instalaciones más modernas se enfrentan a varios problemas. A menudo hay varias antenas parabólicas que necesitan alimentar a varios receptores o incluso receptores multicanal. Véase, por ejemplo, la distribución por un solo cable.
Los diplexores también fueron utilizados para combinar TV UHF, TV VHF y señales de FM en una descarga, que luego puede ser divididos de nuevo en sus partes componentes, según se requiera.